# Aniseres baikalensis
Aniseres baikalensis là một loài tò vò trong họ Ichneumonidae.